# 経済的手法
経済的手法（けいざいてきしゅほう）とは、ある政策目的を経済原理を利用することによって達成する手法である。
具体例に「外部不経済の内部化」（がいぶふけいざい - ないぶか）や「バッズ (bads) 増税・グッズ (goods) 減税」（好ましくないものに増税をし、好ましいものは減税する）などがある。

## 概要
市場原理がうまく機能するように働きかけ、市場を通じて政策目的が経済的な意味で効率よく達成されることを意図した手法である。具体的には環境税・課徴金・排出量取引などの手法がある。
たとえば環境政策における経済的手法においては、環境負荷などの外部不経済について、それらが内部化されるように経済的手法を行使することによって、市場を通じて、最小の費用で環境負荷を削減することができる（#原理で詳説）。
なお、これとは異なる概念に規制的手法（きせいてきしゅほう）がある。これは主に政府部門などによる監督・統制が有効な場合に、監督部門が基準を定めるとともに有害物質の排出行為等を管理監督し、一定基準以下に抑制することを義務づける手法である。（#経緯を参照）

## 原理

### 外部費用の内部化
日本を含む多くの地域では、限られた資源を有効に配分する手法として市場経済が採用されているが、その市場原理においては、生産に要する限界費用と、それを消費者が購入する際に支払う価格が一致したときに、資源の効率的配分が実現する（パレート最適）。
この理論が成り立つのは当該生産活動にかかる全ての便益および費用が市場を経由していることが前提となるが、現実にはそうなっていない場合があり、それが公害などの環境問題を悪化させる原因になっている場合がある。
たとえば、ある製品を A地点から B地点まで定期的に輸送するとき、貨物列車と自動車を使う選択肢があると仮定する。
列車では軌道や車両の敷設・購入・維持管理から走行にかかるエネルギー・駅設備や乗務員の雇用・教育などにかかる費用をすべてを利用者が運賃として負担することになるが、自動車の場合は車両の維持管理や運転手の雇用・エネルギーにかかる費用は利用者が負担するものの、道路や信号機等の維持管理にかかる費用および大気汚染を発生させる費用の負担を求めない（このように受益者が負担を免れる費用を外部費用という）場合に、これらの間で単純に価格競争が実施されれば自動車の方が費用負担が過少になることから、市場原理の下では後者の利用（生産）が増大する。
しかし、道路の維持管理にかかる費用や、大気汚染により健康を害した人の損失などは社会全体や第三者が負担しているので（これらを社会的費用という）、社会全体で見た場合には、列車利用が増加した場合に比べ効率が悪くなってしまうことになる。
このとき、自動車の利用者に対しては政策的にその外部費用の負担を求める（外部不経済の内部化）こととする。単位あたりの利用（生産）増大により増加する道路の維持管理や大気汚染といった外部費用（これを限界外部費用という）を明示的に自動車利用者の費用計算に含めたとき、市場原理に基づいて過大利用（生産）が抑制され、社会全体から見て最も効率の高い利用水準へと調整される。このように、外部費用を市場価格に反映させる手法を内部化と呼び、それを政府などが政策的に実施する手法を経済的手法と呼ぶ。

### 二重の配当
なお、経済的手法には租税・課徴金などのように（環境などへの）負荷が高い選択肢の価格を上げる手法と、補助金などのように負荷が低い選択肢の価格を下げる手法がある。
そのうち、補助金については政治的に実施しやすいという利点はあるものの、財政支出を伴うために幅広く実施することは困難であり、他に必要な公共支出が抑制されるという欠点がある。
一方、税・課徴金などの課税的手法については、限界外部費用の算出が難しい場合があることや、環境負荷等を発生させている者に追加負担を求めるものであることから導入時に政治的な困難が伴う場合がある半面、「二重の配当」(double dividend) という利点がある。
これは、制度設計を上手く行えば環境税などが環境対策の他にもうひとつの利点を社会にもたらすというもので、たとえば炭素税を実施したドイツでは、その際に失業が問題になっていたため、二重の配当を活かし税収の 88% を社会保険料に充当することで、温室効果ガス排出抑制と約25万人の雇用創出を同時に実現している。

このような特徴があることから、租税・課徴金や補助金といった経済的手法、および規制的手法や自主目標の策定、環境基準の設定などを含め、様々な手法が併用されることが多い。（#事例を参照）

## 事例

### 経緯
かつての環境問題には工場等（固定排出源）による排煙・廃水や騒音などの原因者が局地的かつ特定しやすいものが多かった。そこで、例えば日本においては硫黄酸化物 (SOx) を大量に排出している事業所に対し規制的手法を用いて環境基準の達成を求めるとともに、有害物質除去装置の取り付けに対する補助金を交付する経済的手法の併用により高い成果を挙げた。（具体例は日本の環境と環境政策を参照）
ところが、近年になると自動車（移動排出源）による大気汚染や騒音、気候変動（地球温暖化）、漂流・漂着ごみなどのように、不特定多数の原因者が少しずつ有害物質の排出や資源の浪費を行うことで、全体として広範囲に深刻な環境問題を生じさせるようになった。
このような問題の解決を図る際に、個別の規制的手法には限界があることや、単一の対策では高い効果を挙げられなかったり、補助金などの手法では費用がかかりすぎて実施できない（または実施できても効率性を損なう）場合もあるため、市場原理を活用した対策が講じられるようになった。
たとえば OECD では、環境問題において下記のような手法を提示しつつ、「重要なのは、さまざまな環境政策手法の最適ミックス（組み合わせ）を見出すことであり、矛盾する（あるいは余分な）シグナルを送るような手法を加えないことである。」としている。

経済的手法
税、課徴金、料金、環境を損なうような補助金の改革、取引可能許可証
規制的手法
基準、免許、許可証、規制、制限など
自主的アプローチ
交渉による合意、単独のコミットメント、公の自主的コミットメント
技術の開発と普及に対するインセンティブ
適切な価格シグナル、規制、研究開発への支援など
情報を基盤とする手法
データ収集と普及、指標、情報提供、価値評価、教育と研修、エコラベリングなど
その他の政策
ゾーニングと土地利用計画策定、インフラの提供など

### 手法例
税・課徴金・料金
環境税（炭素税、ガソリン税、自動車税、エネルギー税、硫黄税、NOx課徴金、騒音課徴金）、渋滞税など
このほか、ノルウェーやスウェーデンなどでは廃棄物の排出や農薬の使用などにかかる課税が実施されている。また、シンガポールや上海市などでは自動車の購入やナンバープレートに価格をつけるといった経済的手法による台数調整が実施されている。
京都メカニズム
排出量取引、クリーン開発メカニズムなど
デポジット
主に廃棄物の回収を促す目的で利用されている。
このほか、各種補助金・助成制度や、公共交通などその利用促進により環境負荷逓減が期待されるものへの炭素税割り戻しといった施策も実施されている。